# Hr.Ms. Pieter de Bitter (1937)
De Hr.Ms. Pieter de Bitter was een Nederlandse mijnenveger van de Jan van Amstelklasse, gebouwd door de scheepswerf P. Smit uit Rotterdam. Het schip was genoemd naar de Nederlandse commandeur Pieter de Bitter. De schepen van de Jan van Amstelklasse konden ook gebruikt worden als mijnenlegger.

## De Pieter de Bitter tijdens WO II
Tijdens de Tweede Wereldoorlog bevond de Pieter de Bitter zich in Nederlands-Indië.
Commandant van de Marine in Soerabaja, schout-bij-nacht P. Koenraad vaardigde op 17 februari 1942 de geheime order KPX uit. Deze order was bedoeld voor de mijnenvegers van de 2e divisie mijnenvegers in Nederlands-Indië waar naast de Pieter de Bitter de Jan van Amstel, Eland Dubois en Abraham Crijnssen deel van uitmaakte. De order was ook van toepassing op de mijnenleggers Krakatau en Gouden Leeuw. Bij het krijgen van het sein KPX moesten deze schepen in veiligheid worden gesteld door uit te wijken naar een andere haven.
De commandant van het schip meende dat Australië niet veilig meer bereikt kon worden en besloot daarom op 6 maart 1942 zijn schip te vernietigen in de haven van Soerabaja. Het schip liggend aan de kruiskade werd door middel van twee tijdbommen tot zinken gebracht. Naar alle waarschijnlijkheid werd de Pieter de Bitter door de Japanse strijdkrachten niet gelicht.